# Gens Aulia
La gens Aulia fue una familia Romana durante el periodo de la República, y era probablemente plebeya. No parecen haber sido particularmente numerosos, pero un miembro de la gens, Quinto Aulio Cerretano, obtuvo el consulado dos veces durante la segunda guerra samnita, en 323 y 319 a. C.

## Origen
El nomen Aulius es un apellido patronímico, derivado del praenomen Aulus, igual que Sextius derivó de Sextus, Marcius de Marcus, y Quinctius de Quintus. A pesar de que había Aulii en Roma en el siglo IV a. C. la gens puede haberse extendido por el Latium, cuando uno de ellos era prefecto de los aliados durante la segunda guerra púnica.

## Praenomina
El miembro más famoso de los Aulii llevaba el praenomen Quintus, como su padre y su abuelo. Un Aulius posterior fue llamado Manius. A pesar de que no se conoce ningún otro miembro de este nombre, el antepasado de la gens puede haberse apellidado Aulus.

## Ramas y cognomina
El único cognomen perteneciente a esta gens es Cerretanus.